# Geodia conchilega
Espèce
Synonymes
Cydonium conchilegum Schmidt, 1862
Pachymatisma intermedia Schmidt, 1868
Stelletta intermedia Schmidt, 1868
Geodia conchilega est une espèce d'éponges de la famille des Geodiidae présente dans la mer Adriatique.

## Taxonomie
L'espèce est décrite par Eduard Oscar Schmidt en 1862.